# Fannia norvegica
Fannia norvegica är en tvåvingeart som beskrevs av Ringdahl 1934. Fannia norvegica ingår i släktet Fannia och familjen takdansflugor. Arten har ej påträffats i Sverige. Inga underarter finns listade i Catalogue of Life.